# ウェブ標準
ウェブ標準（ウェブひょうじゅん、英: Web standards）とは、World Wide Webにおける様々なものを定義したり記述したりするための、形式に則った非独占的なインターネット標準やその他の技術仕様を指す。近年では、ウェブサイトを制作または開発する際の標準化されたベストプラクティスやウェブデザイン指針を含むことも多くなってきている。

## 概要
ウェブ標準には、相互に依存する多くの標準と仕様が含まれており、そのうちのいくつかは、World Wide Webだけでなくインターネットにも関連する場合がある。よって、たとえウェブに焦点を当てていないものでも、直接的または間接的にウェブサイトおよびWebサービスの開発と管理に影響を与えうる。
関連する考慮事項としては、ウェブページやウェブサイトの相互運用性、アクセシビリティ、ユーザビリティなどである。
ウェブ標準は以下で構成される。
- HTML、XHTML、Cascading Style Sheets（CSS）、Portable Network Graphics（PNG）やScalable Vector Graphics（SVG）などの画像形式、およびアクセシビリティなどWorld Wide Web Consortium（W3C）によって公開されたW3C勧告[2]、WAI-ARIAのようなテクノロジ。[3]
- HTML Living Standard、DOM Standard、Encoding Standard、URL Standardなど、Web Hypertext Application Technology Working Group （WHATWG）によって公開されている標準と「Living standards」。 [4]
- JavaScript（ECMAScript）やJavaScript Object Notation （JSON） [3]などEcma International（旧ECMA） [5]によって公開された標準。
- JPEG [3]など、国際標準化機構（ISO）によって公開されている標準。[6]

より広義には、以下のテクノロジも「ウェブ標準」である。
- Internet Engineering Task Force（IETF）によって公開されたRequest for Comments。[7]
- Unicodeコンソーシアムによって発行されたUnicode標準およびUnicodeテクニカルレポート（UTR）。 [8]
- Internet Assigned Numbers Authority （IANA）によって管理される識別子。[9]

ウェブ標準は進化し続けるウェブテクノロジの仕様群であり、標準化団体（しばしばお互いに競合する関係者たちによるグループが標準化というタスクの為に協業する）によって開発されるものである。単一の個人または企業によって開発され、標準であると宣言されたテクノロジではない点は重要である。また、開発中の仕様と、すでに最終開発ステータスに達した仕様を区別することも必要なことである（特にW3Cの仕様の場合、もっとも成熟度が高い）。

## ウェブ標準化運動
ウェブ標準化運動の最初期のものは、ブラウザでのウェブ標準サポートの改善を目指した草の根の連合体が1998年8月に結成したウェブ標準化プロジェクトである。 
このウェブ標準化の運動では、標準規格ベースのウェブデザインや、ウェブページまたはアプリケーションの外観と文書構造の分離などの概念を推進した。また、セマンティックな構造に基づくコンテンツで、World Wide Web ConsortiumのValidator等による検証をすることが出来得る（つまり構造にエラーの無い）文書形式を重視した。
ウェブ標準化運動以前は、多くのウェブページは「テーブルレイアウト」や「スペーサー」のGIF画像などの無効で誤ったHTML構文を使用してWebページが作成されていた。このようなページは、特定の時代のすべてのブラウザー（ Microsoft Internet Explorer4やNetscapeNavigator 4など）で同じように見えるようにするためであったものの、障害を持つ人々がアクセスしにくいといった弊害があった。さらには古いブラウザで正しく表示または操作されずNetscapeNavigator用のJavaScriptやInternet Explorer用のJScriptなど個別に実装が必要であり、開発のコストと複雑さが増していた。そのような追加的なコードとページレイアウト言語の欠如によりキャッシュがされない点もあり、テキスト代わりの画像の頻繁な使用と共に、ウェブサイトは当時のインターネットの帯域幅においては「重い」ものになっていった。
ウェブ標準化運動では、HTML、CSS、およびJavaScriptが「単なる興味深いテクノロジー以上のものである」とし、「これらは、洗練された適切なプレゼンテーションと広範なアクセシビリティという2つの目標を満たすウェブページを作成する方法である」 とNetscape、 Microsoft、およびその他のブラウザのメーカーを説得することに成功し、これらのブラウザに標準として取り入れられることに至った。

## 一般的な使用方法
ウェブサイトまたはウェブページがウェブ標準に準拠していると説明されている場合、通常、そのサイトまたはページのHTML、 CSS、またはJavaScriptは標準に対して有効（Valid）なものであることを意味する。そしてHTMLは、アクセシビリティとセマンティックのガイドラインにも適合しているべきである。完全な標準準拠には、文字エンコード、有効なRSSまたはAtomフィード、有効なRDF 、有効なメタデータ、有効なXML 、有効なオブジェクトの埋め込み、有効なスクリプトの埋め込み、ブラウザと解像度に依存しないコード、および適切なサーバー設定の適切な設定も含まれる。
ウェブ標準について語る際、通常、次の出版物は議論のベースとなるものである。
- W3Cのハイパーテキストマークアップ言語（HTML）、拡張可能なハイパーテキストマークアップ言語（XHTML）、Scalable Vector Graphics（SVG）などのマークアップ言語の勧告。
- W3Cのスタイルシート、特にカスケードスタイルシート（CSS）の勧告。
- ECMAScript、より一般的にはJavaScriptの標準。
- W3Cのドキュメントオブジェクトモデル（DOM）の勧告。
- IETFのRFC2396に基づく（URI）。 [13]
- IETFのRFC 9110やRFC 9111に基づく、HTTPとMIMEの適切な使用。

ウェブアクセシビリティについては、通常、W3CのWeb Accessibility Initiativeによって出版された Web Content Accessibility Guidelines を参照する。

## 標準の公開と団体
W3C勧告とは、広範に合意形成が図られたものをW3Cメンバーとディレクターが承認した仕様または一連のガイドラインである。
IETFインターネット標準は、技術的成熟度と、指定されたプロトコルまたはサービスがインターネットコミュニティに大きな利益をもたらすであろうという考えによって特徴付けられたものである。標準のステータスに達した仕様には、元のIETF RFC番号を保持したまま、IETF STDシリーズの番号が割り当てられる。

## Web標準コンプライアンステスト
ウェブサイトによって生成されたHTMLコードと、ウェブブラウザによるHTMLコードの忠実な解釈の両方に対するコンプライアンステストがある。

### ウェブサイトコードのコンプライアンステスト
W3Cは、ウェブサイト開発者とウェブサイトユーザーの両方に直接Webサイトをテストするためのオンラインサービスを提供している。
- Webドキュメントのマークアップ（HTML、XHTMLなど）をチェックするためのマークアップ検証サービス。
- カスケードスタイルシート（CSS）およびスタイルシート付の(X)HTMLドキュメントをチェックするCSS検証サービス。

### Webブラウザのコンプライアンステスト
Web標準プロジェクト（WaSP）は、開発が公式に非アクティブとなっているが、ブラウザー用に2つのレベルのテストサービスを提供し続けている。
- Acid2ブラウザテスト
- Acid3ブラウザテスト